# Stryn
Stryn è un comune norvegese della contea di Vestland. Capoluogo è il centro abitato omonimo.
La maggior parte dei residenti abita nelle cittadine di Stryn, Olden e Innvik, altri centri abitati sono Loen e Utvik.

## Geografia
Il territorio comunale comprende la parte interna del Nordfjord e le aree intorno all'Innvikfjorden. Il centro abitato di Stryn si trova in corrispondenza dell'estuario del fiume Stryne nell'Innvikfjorden. Altri fiumi che solcano il territorio comunale sono il Loelva e l'Oldeelva, entrambi nascono dal ghiacciaio Jostedalsbreen e sfociano in mare rispettivamente presso gli abitati di Loen e Olden.
Il territorio è montuoso e caratterizzato da valli profonde, la massima elevazione è il Lodalskåpa (2 083 m s.l.m.) nella parte sudorientale. La parte meridionale del comune è compresa nel Parco nazionale Jostedalsbreen.
Nella parte orientale del comune si trova parte del percorso della Gamle Strynefjellsvegen, la strada provinciale n. 258 inclusa fra le 18 Strade turistiche nazionali della Norvegia, sul suo percorso si trova un centro per lo sci estivo.

## Sport
Nella locale squadra di calcio mosse i primi passi Tore André Flo, poi giocatore di Chelsea, Rangers e Siena, oltre che della nazionale norvegese.

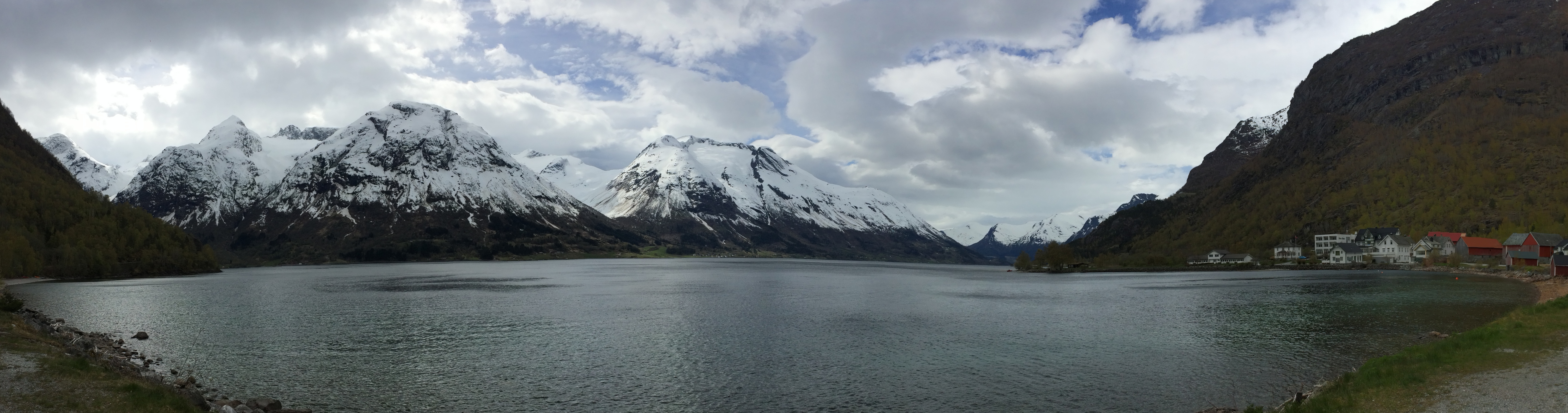
Il Nordfjord.